# جون جيمس (لاعب كرة مضرب)
جون جيمس (بالإنجليزية: John James)‏ هو لاعب كرة مضرب أسترالي، ولد في 7 مارس 1951 في أديلايد في أستراليا.

## وصلات خارجية
- جون جيمس على موقع رابطة محترفي التنس (الإنجليزية)
- جون جيمس على موقع الاتحاد الدولي لكرة المضرب (الإنجليزية)
- جون جيمس على موقع خلاصة التنس.كوم (الإنجليزية)